# Savana di Bogotá

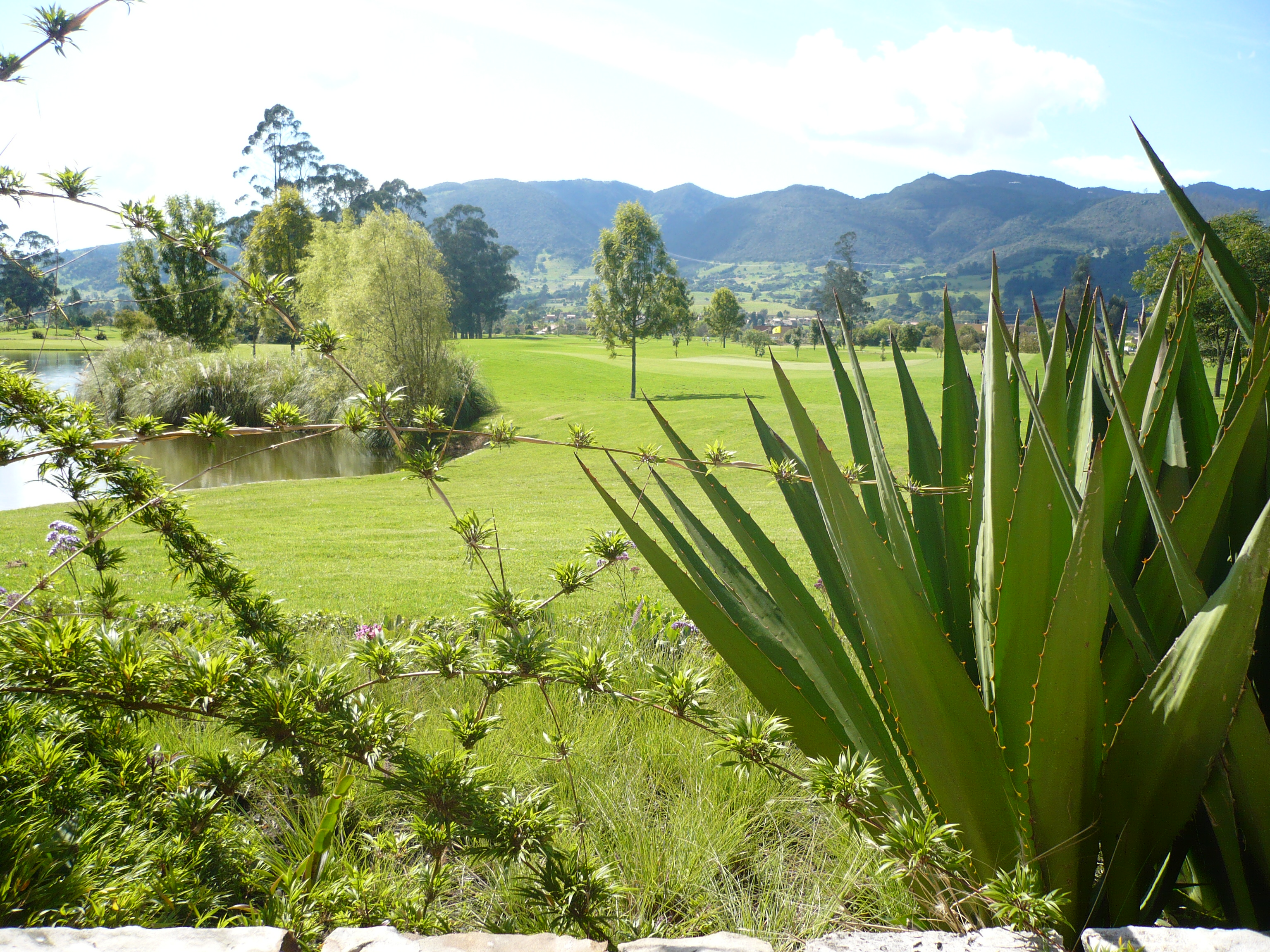
La Savana di Bogotá circonda la città di Bogotà

La Savana di Bogotá (in spagnolo Sabana de Bogotá) è una subregione della Colombia situata nella Cordillera Oriental, nella zona meridionale dell'Altiplano Cundiboyacense, l'altopiano più esteso delle Ande colombiane, con una altitudine media di 2.600 metri sul livello del mare. Circonda la città di Bogotà.

## Storia
Prima dell'arrivo dei conquistadores spagnoli la regione era abitata dal popolo dei Muisca, che vivevano in centinaia di villaggi che disseminavano la regione. Ogni villaggio era retto da un cacicco, ciascuno dei quali rendeva omaggio allo Zipa, appellativo con cui era designato il re. Dopo la conquista spagnola i villaggi indigeni furono rimpiazzati da edifici di stile ispanico per costringere i locali ad adattarsi al modo di vivere spagnolo. La maggior parte di questi villaggi hanno mantenuto il loro nome originario, ma alcuni villaggi sono stati rinominati: Suacha divenne Soacha, Hyntiba divenne Fontibón e Bacatá divenne Bogotá.